# Hontoria de la Cantera
Hontoria de la Cantera település Spanyolországban, Burgos tartományban. Hontoria de la Cantera Cogollos, Revillarruz, Los Ausines, Cubillo del Campo és Madrigal del Monte községekkel határos. Lakosainak száma 174 fő (2024).

## Népesség
A település népessége az utóbbi években az alábbiak szerint változott:
| Lakosok száma | 135  | 137  | 137  | 122  | 134  | 148  | 158  | 146  | 153  | 174  |
|               | 2001 | 2004 | 2006 | 2009 | 2011 | 2014 | 2016 | 2019 | 2021 | 2024 |